# Sabanejewia
Sabanejewia – rodzaj ryb  z  rodziny piskorzowatych (Cobitidae). Cechą rozpoznawczą jest silnie zgrubiała przednia część ciała samców dojrzałych do rozrodu.

## Klasyfikacja
Gatunki zaliczane do tego rodzaju:
- Sabanejewia aurata – koza złotawa[3], kózka złotawa[3]
- Sabanejewia balcanica – kózka bałkańska[4]
- Sabanejewia baltica
- Sabanejewia bulgarica
- Sabanejewia caspia – koza kaspijska[5], kózka kaspijska[4]
- Sabanejewia caucasica – koza kaukaska[5]
- Sabanejewia kubanica
- Sabanejewia larvata – koza włoska[5], koza wenecka[5], kózka bergatino[6]
- Sabanejewia romanica – koza rumuńska[5], kózka rumuńska[6]
- Sabanejewia vallachica

Gatunkiem typowym jest Cobitis balcanica (S. balcanica).